# Просветне новине са државонародним пратиоцем
Просветне новине са државонародним пратиоцем (Просветне новине са Државонароднымъ пратіоцемъ) је књижевни лист који је доносио и прилоге из позоришног и културног живота Београда. Како је уредник Просветних новина, Сергије Николић, професор Лицеја, био противник Вука Караџића и Ђуре Даничића, лист је окупљао критичаре Вукове реформе.

## Критике
Једна од сарадника листа био је и Ђорђе Малетић (1816-1888), књижевник, естетичар, преводилац, политичар, позоришни педагог и теоретичар. Малетић је у чланку "Песме Бранка Радичевића" (8/1848) оценио да је стваралаштво овог песника из карловачког периода, пре свега "Ђачки растанак", вредно пажње и за сваку похвалу, док је Бранко из тзв. "бечког" периода, када је настала песма "Пут" "суров, необуздан, пуст и занесен".

## Позоришни живот
Током 1848. године, лист доноси и информације о позоришним представама у Београду. Тако сазнајемо да је Србско позориште приказало спев Јована Ст. Поповића "Сан Краљевића Марка" или "Слава Србије на дан прозваног Андреје". Помињу се и Стеријина дела "Смрт Стефана Дечанског", као и "жалостно позорје" "Владислав".
У рубрици "Позоришни гласоноша" Новине су доносиле недељни репертоар позоришта у Београду.

## Полемике
Сергије Николић је вероватно аутор текстова који су се жестоко обрушили на Вука Караџића и његове писталице. У једном чланку се напада Вуков превод "Новог завјета", а у другом Ђуро Даничић, Вук и његов рад у Бечу. Иако се наводи да ће лист објављивати и мишљења Вукових присталица, како би се чуло и другачије мишљење, то се ипак није догодило.